# علي حلمي
علي حلمي واسمه الكامل علي حلمي أحمد موسى هو عالم رياضيات فيزيائي، حاسوبي مصري، ورائد الدراسات الإحصائية للغة العربية. ولد سنة 1933م وتوفي رحمه الله سنة 2015م.

## سيرة ذاتية
وُلِد البروفيسور علي حلمي موسى سنة 1352هـ/1933م في حي محرم بك بمدينة الإسكندرية في مصر. وفي عام 1935م انتقلت الأسرة إلى مدينة طنطا، وفيها التحق عام 1937م بكُتَّاب الشيخ محمود لمدة عامين، تعلم فيه القراءة والكتابة والحساب وحفظ بعض سور القرآن الكريم. وفي عام 1939م بدأ تعليمه النظامي في المدرسة الابتدائية ثم الثانوية، وحصل في عام 1949م على الشهادة التوجيهية في شعبة الرياضيات وكان ترتيبه الثامن والثلاثين على جميع الحاصلين على الشهادة في مصر، ولشغفه بمادة الرياضيات قرر الالتحاق بكلية العلوم جامعة إبراهيم باشا الكبير (عين شمس حاليّاً) شعبة الرياضيات، وتخرج في كلية العلوم بعد حصوله على درجة البكالوريوس الخاصة في الرياضيات بامتياز مع مرتبة الشرف الأولى عام 1953م، وفي فبراير عام 1956م سافر في بعثة دراسية إلى بريطانيا للحصول على درجة الدكتوراه في الفيزياء الرياضية من جامعة لندن وحصل عليها في ديسمبر عام 1958م، وامتدت مسيرته الأكاديمية نحو خمسين سنة، تَدرَّج خلالها في الرتب الأكاديمية حتى أصبح أستاذاً منذ سنة 1393هـ/1973م. وقام بتدريس الفيزياء النظرية في جامعات عين شمس والجامعة الأمريكية بالقاهرة، وجامعة الكويت، وجامعة الملك عبد العزيز في جدة، كما أشرف على العديد من طلاب الدكتوراه، وأنشأ عام 1384هـ/1964م وحدة بحوث الفيزياء الذرية النظرية، وفي عام 1415هـ/1995م وحدة استخدام الوسائط المتعددة في طرق تدريس الفيزياء، كما قاد فريقاً بحثياً للكشف عن الآثار باستخدام التقانيات المتقدمة، وتمكن من اكتشاف فجوات في تمثال "أبي الهول". وترأس الفريق البحثي لمشروع اليونسكو لبرمجيات تعليم الفيزياء في الجامعات العربية. كما كان الدكتور علي حلمي موسى على صلة بكل من الأستاذ الدكتور محمد كامل حسين والأستاذ الدكتور إبراهيم أنيس.

## العضوية والمناصب
- رئيس الاتحاد العالمي لحوسبة اللغة العربية، الذي تأسس في هولندا سنة 1413هـ/1993م.
- عضو في مجمع اللغة العربية.
- عضو في المجمع العلمي المصري.
- عضو في المجمع المصري للثقافة العلمية.
- عضو في الجمعية الفيزيائية البريطانية.
- عضو في الجمعية المصرية للحاسب الآلي.
- عضو في مجلس بحوث العلوم الفيزيائية والرياضية بأكاديمية البحث العلمي والتكنولوجيا في مصر.
- عضو في جمعية الباجواش العالمية للعلوم والمشكلات الدولية.
- زميل المجمع الفيزيائي البريطاني.
- عضو سابق في مجالس إدارات الجمعية المصرية الفيزيائية.
- عضو في الجمعية المصرية لتاريخ وفلسفة العلوم.
- عضو اللجنة القومية للفيزياء البحتة والتطبيقية.
- عضو مجلس إدارة مركز بحوث المواصلات.

## إنجازاته
أدرك البروفيسور موسى منذ وقت مُبكِّر أَهمِّية الدراسات الحاسوبية في خدمة اللغة العربية، وذلك عن طريق إستجابته لإقتراح العالِميْن المَجمعييْن إبراهيم أنيس ومحمد كامل حسين بالاستعانة بالحاسوب في إحصاءات الحروف الأصلية لمواد اللغة العربية بُغية الوقوف على نسج كلماتها، فكان ثمرة ذلك جداول إحصائية ودراسات تحليلية لجذور «معجم الصحاح» ثم «لسان العرب» ثم «تاج العروس»، ثم أنجز دراسة رابعة لحصر ألفاظ القرآن الكريم وتحليلها ومقارنتها ودراسة العلاقة بين حروفه وحركاته ومقارنة سوره. فكانت له إسهامات رائدة في توظيف الحاسب الآلي في خدمة هذه اللغة منذ وقت مُبكِّر من ظهور الحوسبة وعلومها؛ فَتحقَّق له بذلك فضل الريادة في هذا المجال، وصارت أعماله مثلاً يُحتذَى به منذ سبعينيات القرن الميلادي الماضي. وقد نُشِر له نحو سبعين بحثاً علمياً في مجال تَخصُّصه وشارك في العديد من المؤتمرات المحلية والإقليمية والعالمية. كما نُشر له عدة بحوث وخمسة كتب في اللغويات الحاسوبية وفي طليعتها: ألفاظ القرآن الكريم – دراسة عملية تكنولوجية الذي ضَمَّنه العديد من الأرقام والإحصاءات والجداول، ومنها إحصاء ألفاظ القرآن وفقاً للحرف الأول منها وعدد حروفها، وإحصاء أسماء الأعلام والأقوام والأماكن، وإحصاءات الألفاظ المشتقة من جذور ثلاثية وغير ثلاثية، وإحصاءات لفظ الجلالة وأسماء الله الحسنى، ودراسة إحصائية لجذور معجم الصحاحباستخدام الكمبيوتر (الهيئة المصرية العامة للكتاب سنة 1978م)، ودراسة تقنية مقارنة لمعاجم الصحاح ولسان العرب وتاج العروس(مجلة المعجمية سنة 1990م)، واستخدام الحاسب الإلكتروني في اللغة العربية وتحليل محتويات نتائج معجم الصحاح. وقد بَيَّن من خلال كتابه نماذج من الإعجاز البلاغي المذهل في القرآن الكريم.
شملت إسهاماته في المؤتمرات الدولية عدداً من الموضوعات المهمة مثل: «انتروبيا اللغة العربية»؛ و«ضغط النصوص العربية باستخدام التشفير الرياضي»؛ و«مكنز للعربية القياسية الحديثة»؛ و«الحوسبة والإحصاء اللغوي»؛ و«نموذج رياضي للتنبؤ الآلي لحركات التشكيل في اللغة العربية».

## الجوائز
حصل الأستاذ علي حلمي موسى على العديد من الجوائز، وهي:
- جائزة أمين لطفي (جائزة الدولة) في الفيزياء، عام 1384هـ/1964م.
- جائزة الدولة التشجيعية في الفيزياء عام 1395هـ/1974م.
- وسام العلوم والفنون من الطبقة الأولى عام 1396هـ/1976م، من جمهورية مصر العربية.
- جائزة الإبداع العلمي في العلوم التكنولوجية المتقدِّمة من البنك الأهلي المصري عام 1420هـ/2000م.
- منحة فولبرايت.
- جائزة الملك فيصل العالمية في اللغة العربية والأدب (2012).[5]

## وفاته
توفي علي حلمي أوائل نوفمبر 2015م، وقالت عنه الأستاذة وفاء الكامل الدكتورة بجامعة القاهرة:
«كان عالما رائعا وعقلية متميزة .. كريما في علمه وفي العطاء العلمي لمساعدة كل من يحتاج .. وفي خدمة القرآن الكريم ولغته .. كان حريصا على أن يصدر معجما مفهرسا لألفاظ القران الكريم مختلفا عن معجم محمد فؤاد عبد الباقي .. وللأسف داهمه المرض .. فلم يستطع إكماله»